# Hermann von Spaun
Hermann Freiherr von Spaun (Viena, 9 de março de 1833 – Gorizia, 28 de maio de 1919) foi um oficial naval austro-húngaro que comandou a Marinha Austro-Húngara de dezembro de 1897 até outubro de 1904.

## Biografia
Spaun nasceu em Viena, capital do Império Austríaco, filho do barão Joseph von Spaun e sua esposa Franziska von Ehrenwert. Ele entrou na Marinha Austríaca em 1850, logo depois de terminar a escola, e pelos anos seguintes subiu pelas patentes e serviu a bordo de diferentes embarcações, como os ironclads SMS Don Juan d'Austria e SMS Erzherzog Ferdinand Max. A bordo deste último ele lutou na Batalha de Lissa em julho de 1866, durante a Guerra Austro-Prussiana.
Tornou-se capitão de corveta em 1869 e depois capitão de fragata em 1871, servindo entre 1873 e 1879 como adido marítimo austro-húngaro em Londres, no Reino Unido. Depois disso foi professor particular do arquiduque Carlos Estêvão por quatro anos, viajando junto com este para o Brasil e América do Norte. Alcançou a patente de contra-almirante em 1886 e serviu até 1897 no Comitê de Tecnologia da Marinha, nesse meio tempo sendo promovido a vice-almirante em 1892.
Spaun foi nomeado comandante da marinha como Chefe da Seção Naval no Ministério da Guerra em 1897, apresentando logo no ano seguinte um programa de construção naval para os dez anos seguintes, porém apenas uma parte dele foi construída. Chegou a patente de almirante em 1900, porém entrou em disputas orçamentárias no Ministério da Guerra que levaram a sua renúncia e aposentadoria em 1904. Depois disso foi viver na cidade de Gorizia, onde morreu em 1919.